# 에니야바나레섬

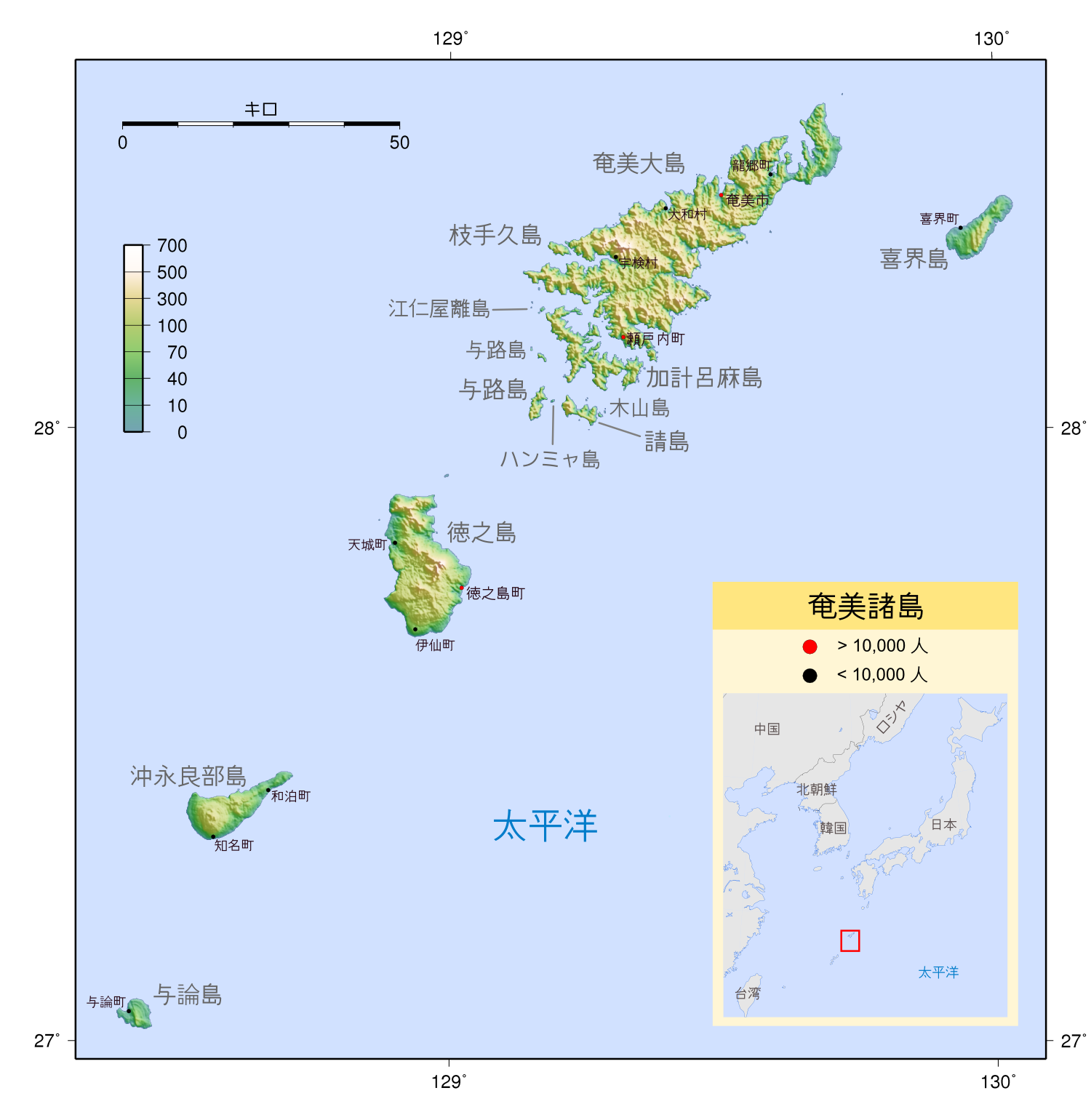
에니야바라레섬

에니야바나레섬(일본어: 江仁屋離島/えにやばなれじま)은 가고시마현 오시마군 세토우치촌에 속해 있는 아마미 제도의 무인도이다. 가케로마섬에서 북서쪽으로 1,5km에 위치하고, 오시마 해협을 사이에 두고 아마미오섬과 접해 있다.